# Pseudelasmopus cheliferus
Pseudelasmopus cheliferus is een vlokreeftensoort uit de familie van de Maeridae. De wetenschappelijke naam van de soort is voor het eerst geldig gepubliceerd in 1978 door Ledoyer.